# Ceratops montanus
 Ceratops  montanus (gr.“cara con cuerno de Montana”) es la única una especie conocida del género dudoso  extinto Ceratops  de dinosaurio marginocéfalo, ceratópsido, que vivió a finales del período Cretácico, hace aproximadamente entre 75 millones de años, en el Campaniense. Sus fósiles se encontraron en la Formación Río Judith, Montana, Estados Unidos son muy pobres, igualmente se calcula un tamaño de alrededor de los 7 metros. Ceratops , como todos los ceratópsidos, era un herbívoro que mordía el material vegetal con su pico y lo procesaba con sus baterías dentales. Aunque es poco conocido, Ceratops es importante en la historia de los dinosaurios, ya que es el género tipo para el cual tanto la Ceratopsia como el Ceratopsidae han sido nombrados. El material es demasiado pobre para referirse con seguridad a mejores ejemplares y Ceratops se considera así un nomen dubium.

## Descubrimiento e investigación

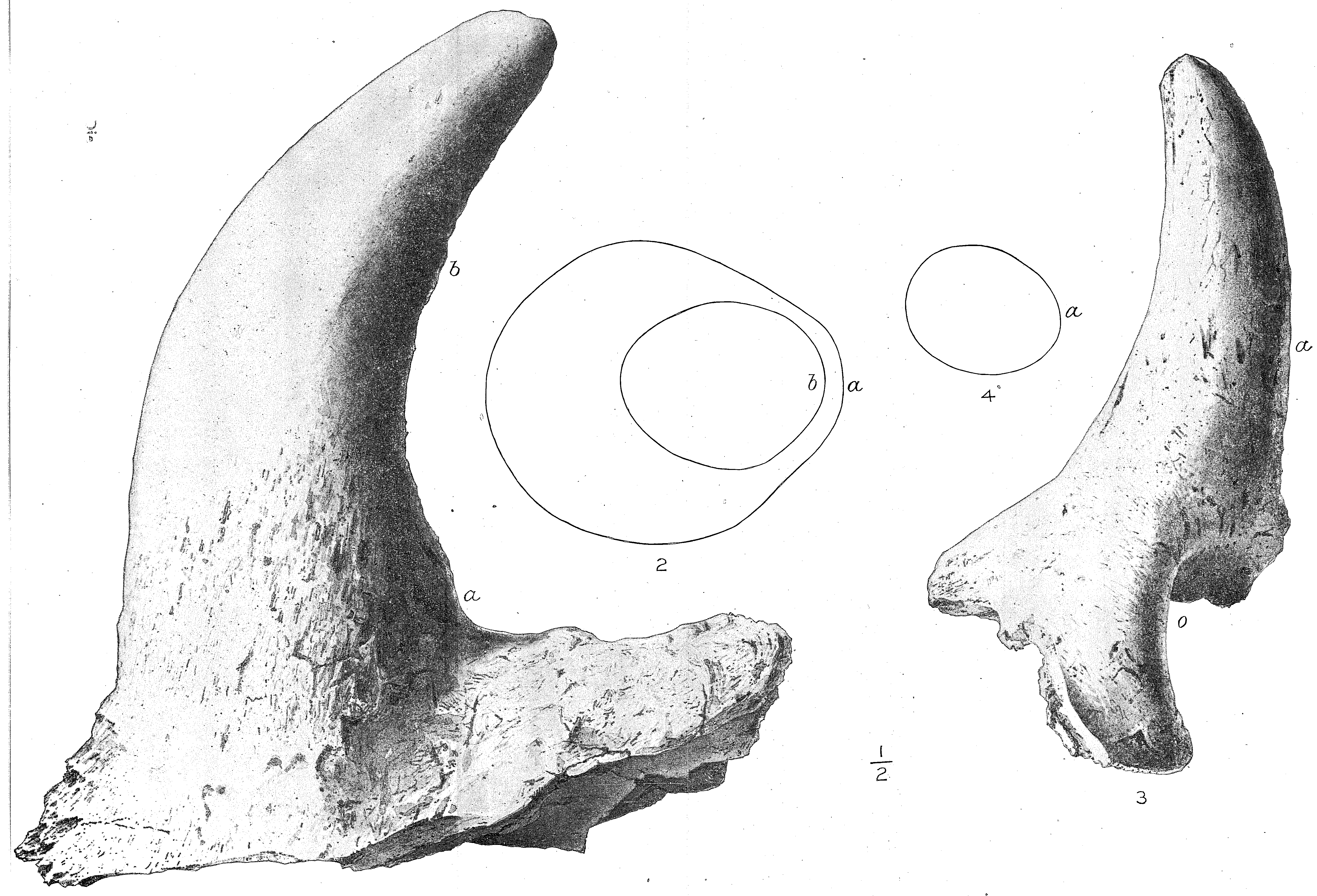
Ilustración de las puntas de cuernos de 1907

Los primeros restos encontrados referidos a Ceratops — un cóndilo occipital y un par de núcleos de los cuernos fueron encontrados por John Bell Hatcher (1861-1904) a fines del verano de 1888 en Cow Creek en el condado de Blaine en la parte superior de la Formación Río Judith de Montana. Hatcher por entonces era empleado del profesor Othniel Charles Marsh quien en el mismo año denominó al hallazgo con la especie tipo Ceratops montanus. El nombre del género se deriva del griego κέρας, keras, "cuerno", y ὤψ, ops, "cara". El nombre de la especie se refiere a Montana. Marsh originalmente creyó que el animal era similar a Stegosaurus, pero con dos cuernos en la parte posterior de la cabeza, una longitud corporal de siete a nueve metros, placas horizontales en su espalda y siendo bípedo. De acuerdo con Marsh, esto pudo haber "representado una apariencia muy extraña". En su ilustración del par de cuernos, supuestamente mostrados por detrás, Marsh había cambiado su posición y girado su cara externa a la posterior para hacer que apuntaran hacia dentro.
El holotipo, USNM 2411, fue hallado en una capa que data del Campaniense. Consiste del cóndilo y dos núcleos de cuernos supraorbitales de veintidós centímetros de longitud. El cuerno derecho está sujeto a una parte del hueso prefrontal. Marsh más tarde refirió dos huesos escamosales a la especie, los especímenes USNM 4802 y USNM 2415. Estos sin embargo probablemente sean de centrosaurinos; también han sido referidos a Avaceratops.
En 1906 Richard Swann Lull notó que el nombre Ceratops ya había sido usado por un ave, Ceratops. Rafinesque 1815, pero que este nombre había sido un nomen nudum sin describir, por lo que el nombre aún estaba disponible en 1888. Aun así él propuso de manera provisional un nombre de reemplazo: Proceratops. Por tanto este es un sinónimo más moderno de Ceratops.
A principios del siglo XX nuevos hallazgos hicieron que fuera cada vez más difícil distinguir a los limitados restos de Ceratops de los de varias otras formas relacionadas. A Ceratops se lo considera por ello un nomen dubium. Sin embargo, cada tanto se afirma que hay descubrimientos que, tomando en cuenta su procedencia, pueden tener una probable conexión con el holotipo de Ceratops.
En 1995, David Trexler y F.G. Sweeney notaron que material más completo había sido hallado en un lecho rocoso en Montana y podría permitir examinar de nuevo a Ceratops. El sitio, conocido como el Lecho de huesos Mansfield, pertenece al mismo nivel estratigráfico en el que yacían los restos originales de Ceratops. Estos fueron interpretaron en principio como pertenecientes a Styracosaurus, pero anteriormente lo que se habían creído las espinas de Styracosaurus en realidad eran cuernos orbitales de casmosaurinos. Trexler y Sweeney señalaron que estos cuernos se parecían mucho a los de Ceratops, y podrían permitir rescatar el género como un nombre válido. Los ceratópsidos en el lecho rocoso fueron  referidos al género Albertaceratops, y más tarde fueron reclasificados en su propio género, Medusaceratops. En 1999, Penkalski & Dodson concluyeron que Ceratops es un nomen dubium debido a lo pobre del material. Ellos además agregaron que Avaceratops que aparece como un pariente muy cercano a Ceratops es un individuo juvenil de este, pero no hay material para probarlo.

### Otras Especies
En 1889 Marsh nombró una segunda especie de Ceratops, Ceratops horridus. Esto sería cambiado casi inmediatamente en un artículo posterior al ser renombrado como Triceratops horridus. Ceratops horridus es, por lo tanto, la especie tipo de Triceratops.  En el mismo artículo, Marsh renombró a Bison alticornis, Marsh 1887, su identificación errónea del material ceratopsiano para un bóvido gigante, en Ceratops alticornis. En 1890 Marsh renombró Hadrosaurus paucidens Marsh 1889 en Ceratops paucidens, pero la evaluación original de Hatcher de que esto representaba el material hadrosáurido es probablemente correcta.
En 1905, Hatcher renombró tres especies de Monoclonius a especies de Ceratops, Monoclonius recurvicornis, Cope 1889, se convirtió en Ceratops recurvicornis, Monoclonius belli, Lambe 1902, se hizo Ceratops belli y Monoclonius canadensis, Lambe 1902, pasó a llamarse Ceratops canadensis. C. belli más tarde se hizo el género separado Chasmosaurus, en 1925 William King Gregory concluyó que Ceratops y Chasmosaurus eran idénticos, pero esto fue rechazado por la mayoría de los investigadores.
En 2005, se descubrieron elementos craneales y postcraneales notablemente bien conservados de un ceratopsio juditiano en el condado de Fergus, Montana. Apodado "Judith", el examen preliminar sugirió una estrecha afinidad con C. montanus. Se ha determinado que la localidad se encuentra en o cerca de la capa estratigráfica de C. montanus, y no a muchos kilómetros de distancia. En 2016, el nuevo animal se llamó Spiclypeus  y los autores declararon que puede ser idéntico a Ceratops, que ellos consideran un nomen dubium, o una etapa de crecimiento de Albertaceratops.

## Clasificación
Ceratops fue situado en 1888 por Marsh en la familia Ceratopsidae. Por tanto pertenece a Ceratopsia, el grupo de dinosaurios herbívoros con picos similares a los de los loros que vivieron en Norteamérica y Asia durante el período Cretácico, el cual terminó hace aproximadamente 66 millones de años. En 1919  se nombró a la subfamilia Ceratopsinae por Othenio Lothar Franz Anton Louis Abel, pero este concepto es problemático: Paul Sereno lo definió como equivalente a Chasmosaurinae pero otros investigadores prefieren restringirlo al propio Ceratops debido a que son inciertas las relaciones filogenéticas de este género.

### Especies

#### Especie Válida
- Ceratops montanus Marsh, 1888 (USNM 2411)Especie tipo

#### Especies Inválidas
- C. (Bison) alticornis (Marsh, 1887/1889). Este es el conocido par de puntas de cuerno que  Marsh pensó en principio que provenían de un bisonte gigante. Marsh se dio cuenta del error en 1889 y refirió los cuernos a su Ceratops. Hoy en día son reconocidos como los primeros restos hallados de Triceratops y son, a la fecha, los fósiles de Triceratops encontrados más al sur. Incluso como parte de Triceratops, es un nomen dubium.
- C. (Chasmosaurus) belli (Lambe, 1902/Hatcher vide Stanton & Hatcher, 1905)
- C. (Eoceratops) canadensis (Lambe, 1902/Hatcher vide Stanton & Hatcher, 1905)
- C. (Triceratops) horridus (Marsh, 1889). Este fue el primer cráneo intacto de ceratopsio descubierto y llevó a Marsh a darse cuenta de la importancia de los otros especímenes. Igual que con C. alticornis, es hoy en día reconocido como Triceratops.
- C. paucidens (Marsh, 1889/1890); nomem dubium incluido con Lambeosaurus lambei
- C. (Chasmosaurus) recurvicornis (Cope, 1890/Hatcher vide Stanton & Hatcher, 1905)